# Majschips

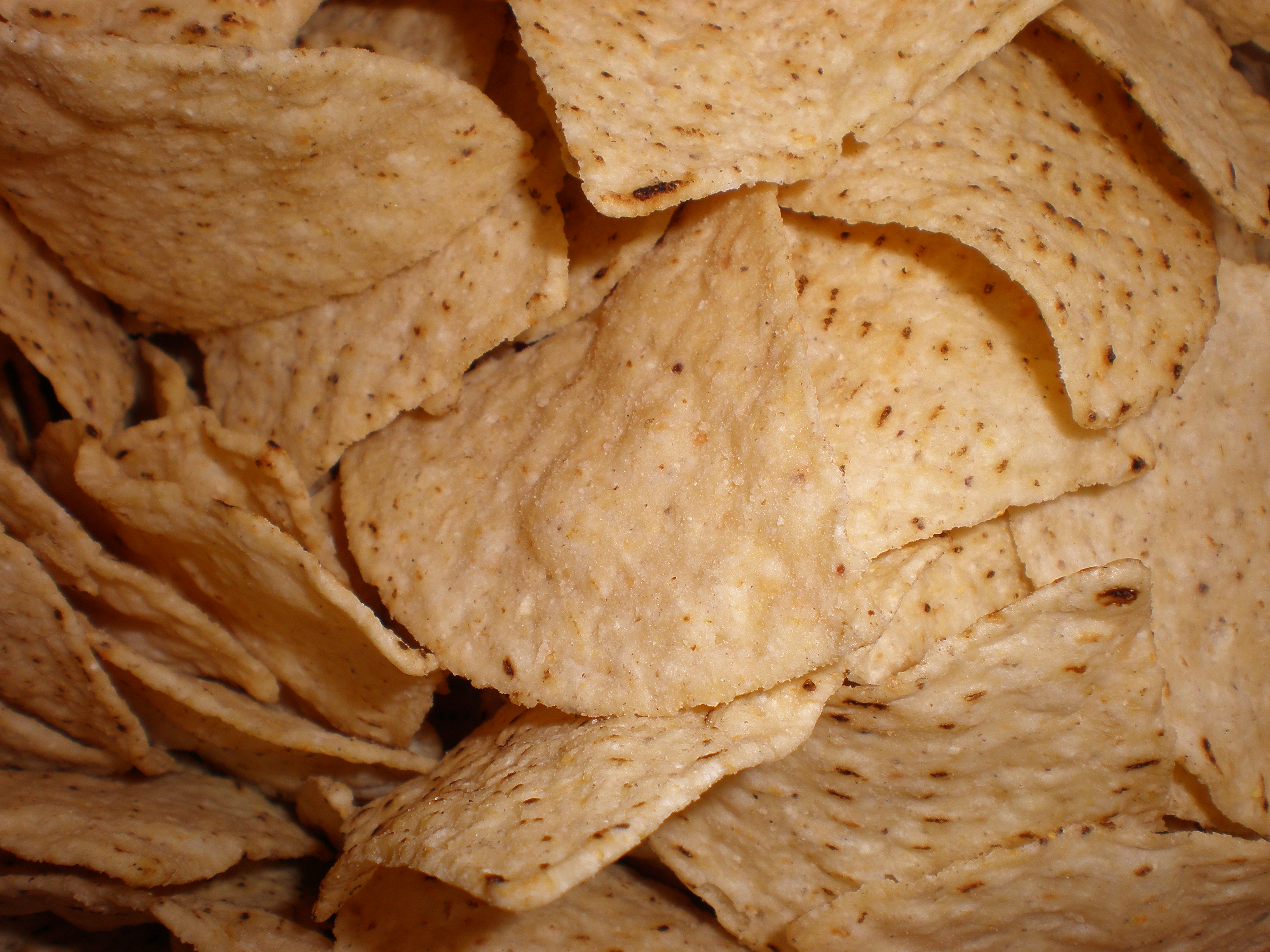
Majschips

Majschips, i dagligt tal tortillachips, nachochips eller tacochips, är en typ av friterade chips med majsmjöl som huvudingrediens. Det är vanligt att servera majschips tillsammans med någon form av dipp, exempelvis guacamole eller tomatsalsa.
Majschips äts ofta till maträtten tacos som är en mexikansk rätt på till exempel kött, bönor eller fisk.